# Harold Hewitt
Harold Neil Hewitt, avstralski veslač, * 2. september 1938.
Hewit je za Avstralijo nastopil kot krmar v osmercu, ki je na Poletnih olimpijskih igrah 1956 v Melbournu osvojil bronasto medaljo.  